# Hyperusia minor
Hyperusia minor är en tvåvingeart som beskrevs av Mario Bezzi 1921. Hyperusia minor ingår i släktet Hyperusia och familjen svävflugor. Inga underarter finns listade i Catalogue of Life.